# アゼルバイジャン国立科学アカデミー
アゼルバイジャン国立科学アカデミー（アゼルバイジャンこくりつかがくアカデミー、アゼルバイジャン語: Azərbaycan Milli Elmlər Akademiyası、略称：AMEA）は、アゼルバイジャンにおける科学及び社会科学の研究とその振興を行なう最高位の国立機関である。バクーにある。1945年1月23日に設立された。

## 主な役割

### アゼルバイジャン国立科学アカデミーの機能
科学活動の組織化、様々な科学分野をカバーする科学研究の実施、国内の全ての科学機関と大学の科学研究の調整・指導、国の科学政策の実施が含まれる。アゼルバイジャン国立科学アカデミーは、国際的な科学行事・学会でアゼルバイジャンを代表し、科学インフラの改善や科学の物質的・技術的基盤の現代化に取り組む。その他の機能として、科学と産業との関係の強化、市場のニーズに応じた応用科学研究の実施メカニズムの創出、革新的な起業環境の開発、新規事業開発、先進技術の移転と獲得に関する提案、テクノパーク、イノベーションゾーン、インキュベーションサービス、技術移転センターの組織化、およびアゼルバイジャンにおけるイノベーションシステムの形成などがある。

### アゼルバイジャン国立科学アカデミーのミッション
アゼルバイジャン国立科学アカデミーのミッションには、科学改革の実施、様々な分野での科学研究の組織化、研究組織の調整・発展の実施が含まれます。アカデミーは、科学技術開発の戦略と優先事項を決定し、国家研究プログラムの準備に参加し、決定を下し、科学生産実験プラントなど様々な事業体を設立し、科学と生産との相互作用を組織する。
文化と伝統の保護を目指す科学研究の組織化と実施、科学と教育との連携強化、科学問題に関連する国際行事でのアゼルバイジャンを代表し参加すること、国際科学プロジェクトへの参加、科学成果に基づくハイテク生産施設と事業創出促進、定期的なモニタリングの実施、アゼルバイジャンの地域での科学発展の確保もアカデミーのミッションに含まれる。さらに、科学研究機関で行われる研究の一元管理を担い、効果評価などもを担当する。

## 組織
アゼルバイジャン国立科学アカデミーには、「サイバネティクス」と呼ばれる科学生産協会、中央科学図書館、アカデミーの最高評議会の下で運営される科学センターなど、いくつかの組織がある。アカデミーには約10,000人のスタッフ（科学者4,939人、自然科学系博士664人、人文社会科学系博士2,026人）が所属している。
組織構造として、アカデミーの最高評議会と科学機関、地域科学部門とセンター、科学・社会サービスから成り立っている。アカデミーの組織と人員は、アゼルバイジャンの閣僚評議会によって承認される。
アカデミーの最高評議会は、アカデミーの合議制執行機関である。アカデミーの活動は、アカデミーの会長が責任者を務める。アカデミーの会長は、アカデミーの総会で5年の任期で選出され、アゼルバイジャンの大統領によって承認される。
以下の6つの部門に分かれており、国内の約40の研究機関と文化機関を管轄している。
- 物理、数学、技術科学部門
- 化学科学部門
- 地球科学部門
- 生物学・医学科学部門
- 人文科学部門
- 社会科学部門[3]

また、ギャンジャ、シャキ、レンキャランに地域支部がある。放射線問題研究所も所属している。

## 歴史
アゼルバイジャン国立科学アカデミーは、前身のアゼルバイジャン科学研究協会を母体とし、バクー国立大学と連携し、後にソ連科学アカデミーと連携する組織となった。
アゼルバイジャン科学研究協会は、1923年にナリマン・ナリマノフの指導によって歴史、民族学、経済、自然科学を含む主要な科学機関として設立された。1929年にアゼルバイジャン国立科学研究所に再編され、科学研究と専門高等学校・中等学校の科学者育成を行っていた。1932年には、アゼルバイジャン国立科学研究所を母体として、ソ連科学アカデミーの南コーカサス支部のアゼルバイジャン分局として再編された。
1935年には、ソ連科学アカデミーのアゼルバイジャン支部に再編され、化学、植物学、動物学、歴史、民族学、考古学、言語学、文学研究所と共に、エネルギー、物理学、地質学、土壌科学部門なども設置された。
1945年には、ソ連人民委員会議の決定によってアゼルバイジャン・ソビエト社会主義共和国の科学アカデミーが「アゼルバイジャン科学アカデミー」として再編された。初年度には15名の会員がいた。
2001年、アゼルバイジャン大統領令により、アゼルバイジャン科学アカデミーはアゼルバイジャンにおける「国立科学アカデミー」としての地位を得、2年後にはアゼルバイジャンの最高位の国家科学・技術政策を担う機関「アゼルバイジャン国立科学アカデミー」となった。2004年、大統領令によりアゼルバイジャン百科事典が国立科学アカデミーの一部となり、アゼルバイジャン国立百科事典の科学センターが設立された。現在、アカデミーの幹部会議は、はバクー中心部のイスマイリヤ宮殿におかれている。